# Bog i Hrvati!
Bog i Hrvati! je krilatica Stranke prava koju je prigrlio Ante Starčević. Etimologija izraza je najvjerojatnije:
- Felicité Robert Lammenais „Dieu et liberté!” (Bog i sloboda!)
- Giuseppe Mazzini „Dio e popolo!” (Bog i narod!)
- Ante Starčević „Bog i Hrvati!”